# Camponotidea
Camponotidea is een geslacht van wantsen uit de familie van de Miridae (blindwantsen). Het geslacht werd voor het eerst wetenschappelijk beschreven door Odo Reuter in 1879.

## Soorten
Het genus bevat de volgende soorten:

- Camponotidea fieberi Reuter, 1879
- Camponotidea saundersi (Puton, 1874)